# Mullus barbatus ponticus
Mullus barbatus ponticus is een ondersoort van de straalvinnige vissen uit de familie van de zeebarbelen (Mullidae). De wetenschappelijke naam van de soort is voor het eerst geldig gepubliceerd in 1927 door Essipov.